# Horace St. John Kelly Donisthorpe
Horace St. John Kelly Donisthorpe (ur. 17 marca 1870, zm. 22 kwietnia 1951) – brytyjski myrmekolog i koleopterolog. Pamiętany jest za liczne opisy nowych gatunków, które z czasem okazywały się odnosić do opisanych już wcześniej, a także entuzjastyczne lobbowanie o przemianowanie rodzaju mrówki Lasius na Donisthorpea. Był członkiem Zoological Society of London oraz członkiem i wiceprzewodniczącym Royal Entomological Society. 
W swoich pracach opisał trzydzieści nowych gatunków, z których 24 uznanych zostało wkrótce za nomina dubia. Kilka z opisanych przez Donisthorpe'a nazw jest jednak ważnych, są to: 
- Cercyon aguatilis
- Leptacinus intermedius
- Ilyobates bennetti
- Micrambe aubrooki
- Gymnetron lloydi
- Xyleborus sampsoni.

## Wybrane prace
- The Coleoptera of the Isle of Wight. Leicester Literary and Philosophical Society, 1906.
- British Ants: their life histories and classification. 1915
- The Guests of British Ants. 1927
- An Annotated List of the Additions to the British Coleopterous Fauna. 1931
- A Preliminary List of the Coleoptera of Windsor Forest. 1939.